# Stylogomphus suzukii
Stylogomphus suzukii – gatunek ważki z rodziny gadziogłówkowatych (Gomphidae).